# Cahuzac-sur-Vère
 Cahuzac-sur-Vère là một xã trong tỉnh Tarn thuộc vùng Occitanie ở miền nam nước Pháp. Xã này nằm ở khu vực có độ cao trung bình mét trên mực nước biển.
Sông Vère chảy theo hướng tây qua giữa thị trấn.